# Ports of Call
Ports of Call ist ein Computerspiel des Genre Wirtschaftssimulation. Es wurde vom Unternehmen Aegis Interactive Software 1987 für Amiga 500/600 (OCS/ECS) und 1990 für IBM-PCs veröffentlicht, wobei die Amiga-Version grafisch und klanglich überlegen war, entsprechend den damals noch eher beschränkten Multimedia-Fähigkeiten der PCs. In einer neuen Version (XXL) ist das Spiel inzwischen auch auf dem PC in zeitgemäßer Grafik zu spielen, unter anderem mit Hafen-Ein- und Ausfahrten in 3D. Mittlerweile ist das Spiel auch für Android- und iOS-Geräte (nur iOS 3–10) verfügbar.

## Handlung
Der Spieler ist Besitzer einer Reederei und kauft zu Beginn des Spieles einige Schiffe, um Waren über die Weltmeere zu transportieren. Wichtig ist dabei nicht nur eine glückliche Hand beim Handel und der Wahl des Frachters, sondern auch ein wenig Geschicklichkeit, denn der Spieler muss sein Schiff oft auch selbst in den Zielhafen manövrieren und dabei Geschwindigkeit und Kurs kontrollieren. Manchmal muss man aber auch das eigene Schiff durch Riffe oder ähnliches bewegen. Die Grafik ist dabei recht simpel und findet in der Draufsicht statt. Weiterhin gibt es ein Wettersystem, durch das man in einen Sturm auf hoher See geraten kann. Auch das Einlaufen in Häfen der Konfliktherde dieser Welt birgt hohe Risiken wie Piraten und ansteckende Krankheiten.
Schafft man es, dass die Reederei erfolgreich schwarze Zahlen schreibt, hat man die Möglichkeit, Hightech-Schiffe zu kaufen. Rutscht man hingegen tief in die roten Zahlen, beendet ein Pleitegeier das Spiel.

## Ports of Call 2008 Classic
Am 3. März 2008 erschien eine neue Version für Windows. Es hat eine grundlegende Überarbeitung und Erweiterung stattgefunden. Das Spiel ist nun erstmals komplett in 3D.